# ژایرزینیو روزنسترویک
ژایرزینیو روزنسترویک (انگلیسی: Jairzinho Rozenstruik؛ زادهٔ ۱۷ مارس ۱۹۸۸) ورزشکار هنرهای رزمی ترکیبی اهل سورینام است.